# Gromada Bojków
Gromada Bojków war eine Verwaltungseinheit in der Volksrepublik Polen zwischen 1954 und 1972. Verwaltet wurde die Gromada vom Gromadzka Rada Narodowa, dessen Sitz in Bojków befand, heute ein Teil von Gliwice, und aus 27 Mitgliedern bestand.
Die Gromada Bojków gehörte zum Powiat Gliwicki in der Woiwodschaft Katowice (damals Stalinogród) und bestand aus der Gromada Bojków aus der aufgelösten Gmina Bojków.

Die Gromada Bojków wurde mit der Gebietsreform Ende 1972 aufgelöst.